# John Young (hockey sur glace)
Pour les articles homonymes, voir John Young et Young.
John Young (né le 31 août 1969 à Saint Paul dans le Minnesota aux États-Unis) est un joueur professionnel de hockey sur glace et de roller in line hockey.

## Carrière
Après avoir joué avec l'équipe de sa ville natale, les Vulcans de Saint-Paul de l'United States Hockey League en 1988-1989, il rejoint la saison suivante les Huskies de Michigan Tech du championnat universitaire. Il y passe quatre saisons avant de rejoindre l'ECHL et l'équipe des Monarchs de Greensboro pour la saison 1993-1994. Dépassant les 100 points lors de cette saison, il joue également quatre matchs dans la Ligue américaine de hockey : deux avec les Americans de Rochester et deux pour les Aces de Cornwall.
Au cours de l'été 1994, il rejoint l'équipe de roller in line hockey de son état natal, Minnesota Arctic Blast. La nouvelle équipe de la Roller Hockey International va alors finir à la première place de sa division et Young finit meilleur pointeur de la ligue devant son coéquipier Randy Skarda. L'équipe va participer aux séries éliminatoires de la Coupe Murphy mais ils vont échouer en finale d'association en perdant 2 matchs à 1 contre l'équipe Buffalo Stampede.
L'équipe arrête ses activités pour l'année suivante, une nouvelle équipe est cependant hébergée par la ville de Minneapolis : Minnesota Blue Ox, et contrairement à Skarda, Young va y jouer pour trois matchs. L'Artic Blast fait son retour en 1996 et elle finit une nouvelle fois à la première place de la division. L'équipe perd dès le premier tour des séries contre les seconds de la division Atlantique, les Orlando Jackals, futurs vainqueurs de la Coupe. À la suite de cette défaite, l'équipe va définitivement arrêter ses activités et Skarda également. Lors de cette nouvelle saison, il finit meilleur passeur de la ligue à égalité avec Victor Gervais de l'équipe Anaheim Bullfrogs.

## Statistiques
Pour les significations des abréviations, voir Statistiques du hockey sur glace.
| Saison    | Équipe                   | Ligue |    | Saison régulière | Saison régulière | Saison régulière | Saison régulière | Saison régulière |   | Séries éliminatoires | Séries éliminatoires | Séries éliminatoires | Séries éliminatoires | Séries éliminatoires |
| Saison    | Équipe                   | Ligue | PJ | B                | A                | Pts              | Pun              | PJ               | B | A                    | Pts                  | Pun                  |                      |                      |
| 1988-1989 | Vulcans de St. Paul      | USHL  |    |                  |                  |                  |                  |                  |   |                      |                      |                      |                      |                      |
| 1989-1990 | Huskies de Michigan Tech | NCAA  | 38 | 13               | 24               | 37               | 34               |                  |   |                      |                      |                      |                      |                      |
| 1990-1991 | Huskies de Michigan Tech | NCAA  | 41 | 16               | 46               | 62               | 48               |                  |   |                      |                      |                      |                      |                      |
| 1991-1992 | Huskies de Michigan Tech | NCAA  | 39 | 19               | 41               | 60               | 63               |                  |   |                      |                      |                      |                      |                      |
| 1992-1993 | Huskies de Michigan Tech | NCAA  | 37 | 13               | 38               | 51               | 38               |                  |   |                      |                      |                      |                      |                      |
| 1993-1994 | Monarchs de Greensboro   | ECHL  | 66 | 35               | 69               | 104              | 67               | 8                | 4 | 5                    | 9                    | 18                   |                      |                      |
| 1993-1994 | Americans de Rochester   | LAH   | 2  | 0                | 0                | 0                | 0                |                  |   |                      |                      |                      |                      |                      |
| 1993-1994 | Aces de Cornwall         | LAH   | 2  | 1                | 0                | 1                | 0                |                  |   |                      |                      |                      |                      |                      |
| 1994-1995 | Moose du Minnesota       | LIH   | 70 | 17               | 32               | 49               | 24               | 3                | 1 | 1                    | 2                    | 0                    |                      |                      |
| 1994      | Minnesota Arctic Blast   | RHI   | 22 | 30               | 49               | 79               | 18               |                  |   |                      |                      |                      |                      |                      |
| 1995      | Minnesota Blue Ox        | RHI   | 3  | 4                | 6                | 10               | 0                | 2                | 1 | 5                    | 6                    | 1                    |                      |                      |
| 1996      | Minnesota Arctic Blast   | RHI   | 28 | 24               | 55               | 79               | 32               | 3                | 1 | 7                    | 8                    | 1                    |                      |                      |

## Trophées et honneurs
- RHI
  - 1994 - meilleur pointeur
  - 1996 - meilleur passeur